# Jaume Botella Mayor
Jaume Botella Mayor (La Vila Joiosa, 22 d'octubre de 1931 - 1995) fou un polític valencià, darrer alcalde del franquisme de La Vila Joiosa i diputat a les Corts Valencianes durant la II Legislatura.

## Biografia
Va estudiar per a tècnic industrial i va treballar en empreses tèxtils, xocolateres i en una assessoria d'inversions i finançament. El 1973 fou nomenat regidor de La Vila Joiosa pel terç sindical. Cap al juliol de 1974 en fou nomenat alcalde, càrrec que fa mantenir fins a les eleccions municipals espanyoles de 1979. Durant el seu mandat es van fer gestions per a construir-hi una residència sanitària, un institut de formació professional i el Casino de la Vila.
En 1981 es va afiliar a Alianza Popular, del que en serà president local i president comarcal de la Marina Baixa. Fou elegit diputat a les eleccions a les Corts Valencianes de 1987. Fou vocal de la Comissió d'Indústria, Comerç i Turisme i de la Comissió Permanent no legislativa de Seguretat Nuclear de les Corts Valencianes.